# Doega

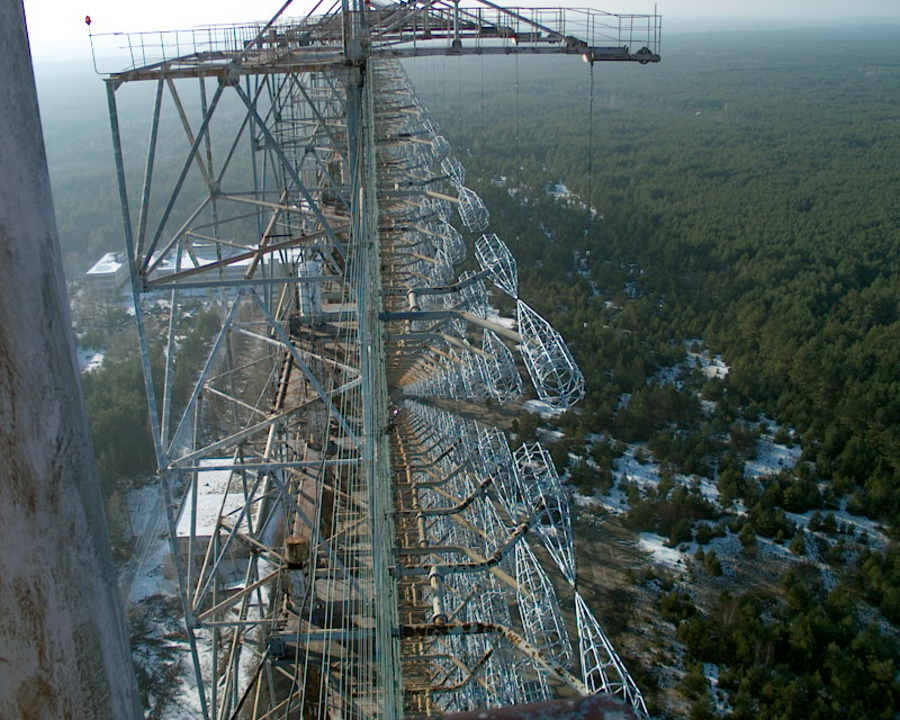
Doega-1

Doega (Russisch: Дуга; "boog") was de benaming voor het OTH-radarsysteem van de Sovjet-Unie. Ten tijde van de Koude Oorlog werd dit systeem ontworpen voor het traceren van de lancering van intercontinentale raketten (ICBM's) met een atoomlading en het overbrengen van deze informatie binnen twee tot drie minuten aan de sovjetleiding, zodat hiertegen tijdig actie zou kunnen worden ondernomen en een tegenreactie kon worden genomen. De volledige naam was Zagorizontnaja radiolokatsionnaja stantsia Doega (Загоризонтная радиолокационная станция Дуга; "over-de-horizon-radarstation Doega").
De naam Doega werd pas na de val van de Sovjet-Unie bekend in het westen. De militaire inlichtingendienst van de NAVO was vanaf het begin op de hoogte van de kolossale metalen grondstations die ervoor werden ingezet en gaf het de bijnaam Steel Yard ("staalwerf"). Vanwege de tikkende ruis die het OTH-systeem op de korte golf produceerde, kreeg het onder zendamateurs al snel de Engelse bijnaam "Russian Woodpecker" ("Russische specht"). Doordat de uitzendfrequenties steeds anders werden gekozen, zorgden ze wereldwijd voor een verstoring van reguliere en amateuruitzendingen en diensttransmissies en resulteerden daardoor in duizenden klachten in vele landen wereldwijd.

## Geschiedenis
De eerste plannen voor een OTH-radarsysteem in de Sovjet-Unie ontstonden in 1946, vanwege het feit dat ballistische raketten een steeds groter bereik kregen. Ingenieur N. Kabanov stelde daarom als eerste ter wereld voor om de korte golfband te gebruiken voor een radarsysteem om inkomende projectielen tot 3000 kilometer te kunnen zien aankomen. Onder de wetenschappelijke onderzoeksnaam Vejer ("waaier") werd het idee uitgewerkt tot 1949, waarop nog een aantal jaren werd gewerkt aan het maken van een ontwerp voor een OTH-radarsysteem dat raketten kon traceren die 2500 kilometer verderop werden afgeschoten vanaf het Kosmodroom Bajkonoer. In het onderzoeksinstituut NIIDAR in Moskou werd het concept voor een OTH-radarsysteem vervolgens verder uitgewerkt. Het zou nog jaren duren voordat het eerste systeem actief zou zijn. In de jaren zestig werd het werk opgevoerd daar de dreiging van een raketaanval groter werd geacht en de unie nog niet de beschikking had over een afdoende netwerk van spionagesatellieten. De sovjetradarsystemen waren tot dan toe beperkt tot conventionele radarstations, die niet verder konden kijken dan hun zichtsveld en dus alleen inkomende raketten konden zien. Een OTH-radarsysteem zou de tijd voor een respons daarom een stuk groter maken.
In 1970 werd uiteindelijk het eerste prototype (Doega) opgezet in de buurt van de Oekraïense stad Nikolajev (Locatie: 47° 02′ 28″ NB, 32° 11′ 57″ OL) onder leiding van NIDAR-onderzoeksleider F. Koezmin. Het bestond uit een grote metalen constructie van 135 meter hoog en 300 meter breed, waarop 330 dipoolantennes waren geplaatst met elk een omvang van ongeveer 15 meter. De zendantenne had een breedte van 210 meter en een hoogte van 85 meter. Daarnaast telde het complex 26 zendmasten, die samenkwamen bij de Machinefabriek van Dnipro. Het had een actieradius van 3000 kilometer.
Tijdens testen bleek het systeem in staat om opstijgende ballistische raketten te detecteren die werden afgeschoten vanuit het Russische Verre Oosten en vanuit de Barentszzee. Op 7 november 1971 werd het grondstation in werking gesteld om het luchtruim van China in de gaten te houden, waarmee men twee jaar eerder bijna in een kernoorlog was verzeild door een conflict over een aantal eilanden in de Oessoeri (Amoerconflict).
Twee andere stations werden in de jaren 80 in dienst gesteld; Doega-2 bij Komsomolsk aan de Amoer (Locatie A: 50° 53′ 35″ NB, 136° 50′ 12″ OL en B: 50° 23′ 8″ NB, 137° 19′ 42″ OL) op 30 juni 1982 en Doega-3 (codenaam: Objekt Tsjernobyl-2) in 1985 (Locatie A: 51° 18′ 19″ NB, 30° 03′ 57″ OL en B: 51° 38′ 16″ NB, 30° 42′ 10″ OL). De laatste stond (waarschijnlijk mede vanwege het hoge stroomverbruik) nabij de kerncentrale Tsjernobyl en zou volgens sommige bronnen 7 miljard Roebel hebben gekost, ruim twee maal zoveel als de kerncentrale. Een jaar later bleek het supergeheime complex echter ineens op de verkeerde plek te zijn gebouwd; de kernramp van Tsjernobyl van 1986 zorgde ervoor dat ruim 135.000 mensen moesten worden geëvacueerd uit een gebied met een straal van 30 kilometer rond de kerncentrale. Plotseling lag Doega-3 in deze 'vervreemdingszone' en stond de sovjetleiding voor een dilemma. In 1987 werd dan toch maar besloten om het complex te sluiten en de uitrusting werd gedeeltelijk overgebracht naar Doega-2.
Inmiddels was het netwerk van spionagesatellieten behoorlijk verbeterd; het spionagesatellietsysteem US-KS (bijgenaamd het "oog"), die vanaf begin jaren 80 werd ingezet, bleek een groot succes (al leidde het door een storing in 1983 bijna tot een Derde Wereldoorlog); het kon net als de OTH-radarsystemen lanceringen meteen detecteren en deze informatie razendsnel doorspelen.
Doega-2 was door de verbetering van de technologie in de tweede helft van de jaren 80 ook niet meer zo gewild en in 1987 werden problemen gemeld. Volgens sommige bronnen werd het buiten dienst gesteld in november 1989. Begin jaren 90 ontstond brand in het complex, waarna het helemaal werd stopgezet. Sindsdien is het gedeeltelijk afgebroken. Doega-3 werd echter nooit afgebroken en staat nog altijd weg te roesten bij Tsjernobyl. Zendamateurs maken soms gebruik van de constructie als antenne.